# Jacques Bertillon
Jacques Bertillon, född 11 november 1851 i Paris, död 7 juli 1922 i Valmondois nära Paris, var en fransk statistiker; son till Louis-Adolphe Bertillon och bror till Alphonse Bertillon.
Bertillon studerade först medicin, innan han övergick till statistiken, särskilt demografin. Han blev 1883 sin fars efterträdare som chef för statistiska byrån i Paris. Bland hans skrifter märks Les naissances illegitimes en France et dans quelques pays de l'Europe (1887) samt avhandlingar i franska tidskrifter och de av honom utgivna publikationerna "Annuaire statistique de la ville de Paris" (sedan 1880), "Bulletin hebdomadaire de statistique municipale" och "Tableaux mensuels de statistique municipale de la ville de Paris" (sedan 1885). Ganska bemärkta är hans strävanden att åstadkomma gemensamma internationella nomenklaturer för yrkesfördelningen samt i fråga om dödsorsakerna. Han var även verksam inom nykterhetsrörelsen.